# Acizzia acaciaejuniperinae
Acizzia acaciaejuniperinae är en insektsart som först beskrevs av Walter Wilson Froggatt 1903.  Acizzia acaciaejuniperinae ingår i släktet Acizzia och familjen rundbladloppor. Inga underarter finns listade i Catalogue of Life.